# Michael Lofton
Michael Ranson Lofton (Montgomery, 10 dicembre 1963) è un ex schermidore statunitense.

## Biografia
Ha partecipato ai Giochi della XXIII Olimpiade di Los Angeles nel 1984, ai Giochi della XXIV Olimpiade di Seul nel 1988 ed ai Giochi della XXV Olimpiade di Barcellona nel 1992.

## Palmarès
In carriera ha conseguito i seguenti risultati:
- Giochi Panamericani:

Indianapolis 1987: argento nella sciabola a squadre.
L'Avana 1991: argento nella sciabola a squadre e bronzo individuale.